# 紀元前100年
紀元前100年（きげんぜんひゃくねん）は、月曜日から始まる年。ただし、この当時に曜日の概念はなかった。

## 他の紀年法
- 干支 : 辛巳
- 日本
  - 開化天皇58年
  - 皇紀561年
- 中国
  - 前漢 : 天漢元年
- 朝鮮
  - 檀紀2234年
- 仏滅紀元 : 445年
- ユダヤ暦 : 3661年 - 3662年

## できごと

### ローマ
- 執政官 - ルキウス・ウァレリウス・フラックスとガイウス・マリウス（マリウスは6度目の執政官）
- マニウス・アクィッリウスによって第二次奴隷戦争が鎮圧される。
- ルキウス・アップレイウス・サトゥルニヌスが護民官に選出され、退役軍人へ土地を供与する法律を提出。この法案に反対したクィントゥス・カエキリウス・メテッルス・ヌミディクスがローマを追放される。
- サトゥルニヌスおよびその支持者へ元老院がセナトゥス・コンスルトゥム・ウルティムムを議決、元老院支持派によってサトゥルニヌスが、殺害される。

### オリエント
- アルメニア王国でティグラネス2世（大王）が「70の谷」の割譲と引き替えに、パルティアによってアルメニア王に擁立される。
- 第二正典となるマカバイ記の1巻と2巻が執筆される。

### 東アジア
- 前漢の使節として蘇武らが匈奴へ派遣されるが、捕らえられる。
- インド・グリーク朝：デメトリオス3世（Demetrios III）がパンジャブおよびガンダーラの支配者となる

### アメリカ
- マヤ文明でこの頃にサンバルトロ（San Bartolo）（グァテマラ）の壁画が描かれる。

## 誕生
- 7月13日 - ガイウス・ユリウス・カエサル（ジュリアス・シーザー）、 日付はユリウス暦。紀元前102年説もあり（+ 紀元前44年）
- ティトゥス・ラビエヌス、カエサルのガリア戦争におけるレガトゥス（+ 紀元前45年）

## 死去
- コルネリア・アフリカナ、スキピオ・アフリカヌスの娘、グラックス兄弟の母（* 紀元前190年頃）
- ルキウス・アップレイウス・サトゥルニヌス、ローマの政治家（* 生年不詳）
- ビテュニアのテオドシウス、古代ギリシアの天文学者、数学者（* 紀元前160年頃）